# Estação Los Presidentes
A Estação Los Presidentes é uma das estações do Metrô de Santiago, situada em Santiago, entre a Estação Grecia e a Estação Quilín. Faz parte da Linha 4.
Foi inaugurada em 02 de março de 2006. Localiza-se no cruzamento da Rodovia Vespucio Sur com a Avenida Los Presidentes. Atende as comunas de Macul e Peñalolén.